# Hinna
Hinna est un arrondissement de la ville de Stavanger.

## Quartiers

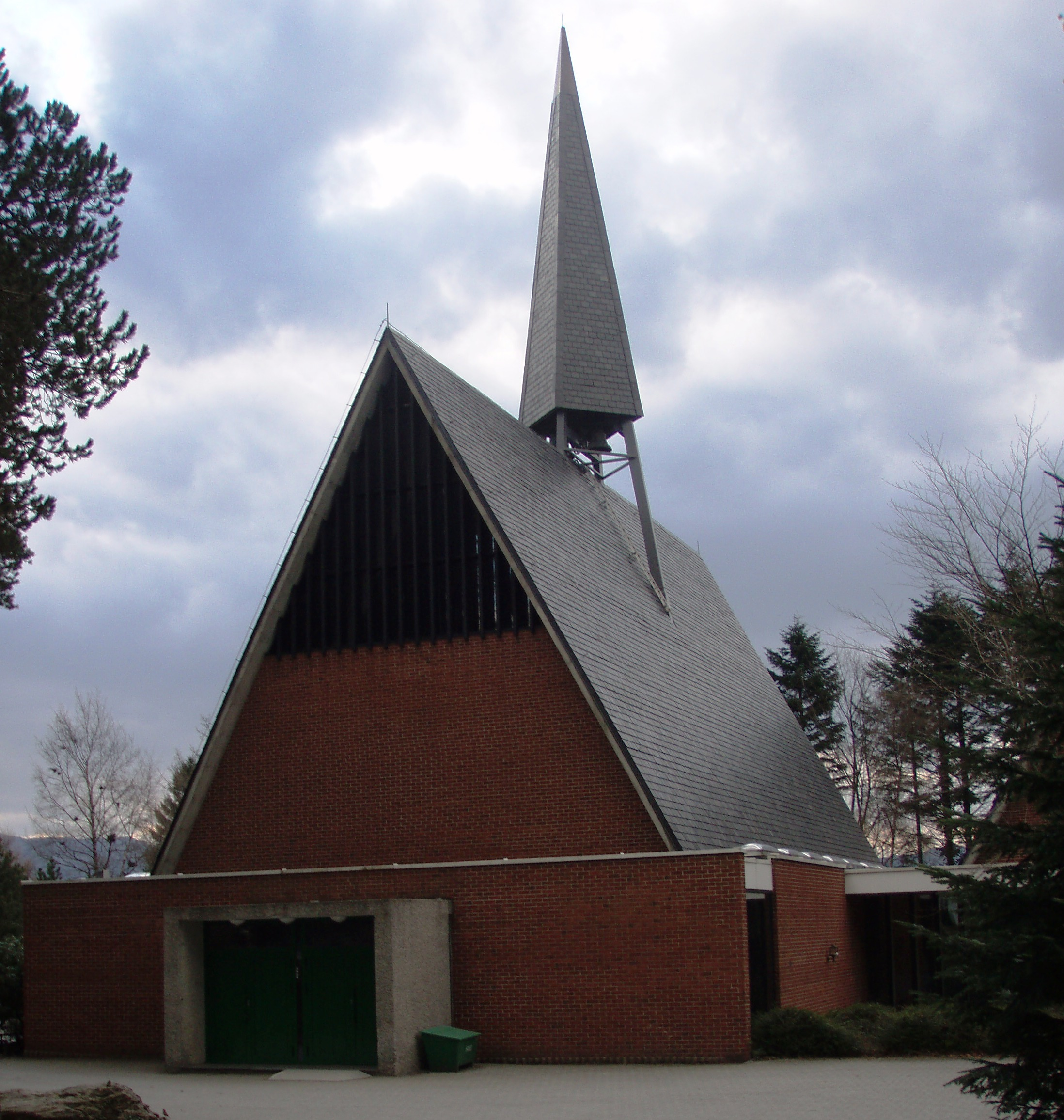
L'église d'Hinna, construite en 1867.

Bien que les frontières des quartiers ne correspondent pas exactement aux frontières de l'arrondissement, Hinna se compose à peu près des quartiers (delområder) suivants : Gausel, Jåtten et Vaulen (au sud).

## Politique
Hinna a un conseil d'arrondissement (bydelsutvalg). Le conseil est composé de 11 membres composé ainsi: 
- 2 du Parti travailliste (Arbeiderpartiet)
- 1 du Parti du centre (Senterpartiet)
- 1 du Parti chrétien-démocrate (Kristelig Folkeparti)
- 1 du parti « Venstre »
- 4 du Parti conservateur (Høyre)
- 2 du Parti du Progrès (Fremskrittspartiet)